# Хулудао
Хулудао (кит. спр. 葫芦岛市, піньїнь: Húludǎo Shì) — місто-округ в китайській провінції Ляонін. 

## Географія
Хулудао розташовується на заході провінції, виходить до північного узбережжя затоки Бохайвань.

### Клімат
Місто знаходиться у зоні, котра характеризується вологим континентальним кліматом зі спекотним літом. Найтепліший місяць — липень із середньою температурою 24 °C (75.2 °F). Найхолодніший місяць — січень, із середньою температурою -8.4 °С (16.9 °F).
| Клімат Хулудао (район Ляньшань) | Клімат Хулудао (район Ляньшань) | Клімат Хулудао (район Ляньшань) | Клімат Хулудао (район Ляньшань) | Клімат Хулудао (район Ляньшань) | Клімат Хулудао (район Ляньшань) | Клімат Хулудао (район Ляньшань) | Клімат Хулудао (район Ляньшань) | Клімат Хулудао (район Ляньшань) | Клімат Хулудао (район Ляньшань) | Клімат Хулудао (район Ляньшань) | Клімат Хулудао (район Ляньшань) | Клімат Хулудао (район Ляньшань) | Клімат Хулудао (район Ляньшань) |
| Показник                        | Січ.                            | Лют.                            | Бер.                            | Квіт.                           | Трав.                           | Черв.                           | Лип.                            | Серп.                           | Вер.                            | Жовт.                           | Лист.                           | Груд.                           | Рік                             |
| Середній максимум, °C           | −3,5                            | −0,9                            | 6,3                             | 14,7                            | 21,6                            | 25,2                            | 27,2                            | 26,9                            | 22,9                            | 16                              | 6,6                             | −0,6                            | 13,5                            |
| Середня температура, °C         | −8,4                            | −5,7                            | 1,5                             | 9,6                             | 16,5                            | 20,9                            | 24                              | 23,5                            | 18,2                            | 10,9                            | 2                               | −5,5                            | 9                               |
| Середній мінімум, °C            | −15,3                           | −12,8                           | −5,7                            | 2,7                             | 9,7                             | 14,8                            | 18,8                            | 17,7                            | 11,3                            | 3,8                             | −4,6                            | −12                             | 2,4                             |
| Норма опадів, мм                | 3.7                             | 4.7                             | 6.4                             | 30.5                            | 41.3                            | 74.9                            | 171                             | 141.9                           | 58.4                            | 32.7                            | 10.1                            | 4.3                             | 579.9                           |
| Днів з опадами                  | 2                               | 2,1                             | 2,5                             | 5,2                             | 7,3                             | 10,8                            | 13,7                            | 11,3                            | 7,2                             | 5,9                             | 3,3                             | 1,6                             | 72,9                            |
| Вологість повітря, %            | 59.4                            | 58.4                            | 54.4                            | 52.7                            | 55.5                            | 67.5                            | 79.7                            | 78.3                            | 67.7                            | 62.5                            | 62                              | 60.2                            | 63.2                            |
| ------------------------------- | ------------------------------- | ------------------------------- | ------------------------------- | ------------------------------- | ------------------------------- | ------------------------------- | ------------------------------- | ------------------------------- | ------------------------------- | ------------------------------- | ------------------------------- | ------------------------------- | ------------------------------- |
| Джерело: Weatherbase            |                                 |                                 |                                 |                                 |                                 |                                 |                                 |                                 |                                 |                                 |                                 |                                 |                                 |